# Sistemul bancar din România
În România la sfârșitul anului 2010 au existat 41 de bănci și Banca Centrală Cooperatistă CREDITCOOP aveau următoarea structură a capitalului: 
- 2 bănci cu capital integral sau majoritar de stat
- 4 cu capital majoritar privat autohton
- 26 cu capital majoritar străin
- 9 sucursale ale unor bănci străine
- o organizație cooperatistă de credit

Gradul de concentrare a sistemului bancar românesc, situat sub media UE.
Din totalul de 40 de bănci cu capital majoritar privat, 26 sunt cu capital străin, iar numărul sucursalelor băncilor străine s-a redus de la 10 la 9 în 2010.
Băncile cu capital austriac dețin în activul agregat cea mai mare cotă de piață 38,8%, fiind urmate de cele cu capital grecesc 15,5%. Capitalul grecesc rămâne majoritar 30% în rândul băncilor cu capital străin.
Din perspectiva numărului de unități teritoriale, dar și a numărului de instituții de credit la 100 000 de locuitori, sistemul bancar din România continuă să se situeze sub media europeană.
Structura pasivelor instituțiilor de credit care operează în România :Pasive interne 73%, Pasive externe 27%.
Primele cinci instituții financiare dețineau, la sfârșitul lui 2010, 54,5% din totalul portofoliului de titluri de stat din sectorul bancar și 55,4% din totalul depozitelor bancare, comparativ cu 43,6% și respectiv 52,6% la sfârșitul anului 2009.

## 2012
Numărul de instituții de credit	a fost 41 din care sucursale bănci străine 8.
Total active nete 373,5 miliarde de lei, activele bilanțiere ale instituțiilor de credit cu capital privat sau majoritar privat (inclusiv sucursalele băncilor străine) a fost de 90,7% din totalul activelor. Activele bilanțiere ale instituțiilor de credit cu capital străin sau majoritar străin (inclusiv sucursalele băncilor străine) în totalul activelor a fost de 81,3%.

## Bănci care au o activitate în România
- ABN AMRO Bank România

A wholly owned subsidiary of ABN AMRO Bank N.V., established in November 1995.
ABN-AMRO Romania has been rebranded and is now operating as RBS. RBS has said it will try to sell the bank in 2009.
- Alpha Bank România

Înființată în 1993, as a joint venture of Alpha Credit Bank Group of Companies, Greece (95,04%) and Banca Monte dei Paschi di Siena, Italy  (4,76%).
- Anglo-Romanian Bank Limited

Înființată în 1973.
- ATEbank Romania

Înființată în 1990 as Bank for Small Industry and Free Enterprise.
- Bancpost -  EFG Eurobank-Ergasias Group

Înființată în 1991.
- Banca Comercială Carpatica

Înființată în 1999.
- Banca Comercială Română (BCR) - Erste Bank Group

The Romanian Commercial Bank. Established in 1990.
- Banca Romana pentru Dezvoltare (BRD) - Société Générale Group

Romanian Bank for development. Established 1923 - the first privatized Romanian Bank, with Société Générale France as majority shareholder.
- Banca Românească - National Bank of Greece Group

Înființată în 1993.
- Banca Transilvania

Înființată în 1993.
- Banca CR Firenze Romania

Înființată în 1996.
- Banca di Roma
- Banco Italo-Romena SPA Bucharest Branch
- Bank of Cyprus - Bucharest

Representative office.
- Bank Leumi Romania

Înființată în 1991.
- Bloom Bank Egypt - Bucharest
- Caja de Ahorros Y Pensiones de Barcelona - Bucharest
- CEC Bank (formerly called Casa de Economii și Consemnațiuni (CEC))

Înființată în 1864.
- Citibank Romania

Fully owned subsidiary of Citigroup, Înființată în 1996.
- Credit Europe Bank Romania

Industrial and Commercial Credit Bank Înființată în 2000.
- Doha Bank Bucharest

Representative office in Bucharest established in 2008
- Egnatia Bank Romania

Înființată în 2001. Ownership structure: 99% Egnatia Bank, Greece.
- Emporiki Bank România

Înființată în 1997.
- ETEBA Romania

National Investment Bank for Industrial Development (an affiliate of National Bank of Greece).
- Eximbank of Romania

Romania's Export-Import Bank. Established: 1992.
- Fortis Bank - Bucharest

Înființată în 2007.
- Garanti Bank

Bucharest Branch of UGBI Bank, Netherlands, established in 1990.
- ING Bank Romania

Bucharest Branch established in 1994.
- Libra Bank

Înființată în 1996.
- Millennium Bank Romania
- MKB Romexterra Bank - BayernLB Group

Înființată în 1993.
- National Bank of Greece - Bucharest

Bucharest Branch established in 1996.
- Piraeus Bank Romania

Înființată în 1995 by Piraeus Bank Group Greece.
- Porsche Bank Romania

Înființată în 1999.
- ProCredit Bank Romania

ProCredit Bank. Înființată în 2002.
- Raiffeisen Bank Romania

Înființată în 1894. 94,2% Austrian Capital.
- Romanian International Bank (RIB)

Înființată în 1998 by Sumerbank A.S. Turkey.
- OTP Bank Romania

Established in 1949.
- Sanpaolo IMI Bank Romania

Established in 1563.
- UniCredit Țiriac Bank - Unicredit Group

Established: 1997.
- Volksbank Romania

Înființată în 2000, 100% capital austriac.
- Royal Bank of Scotland Romania
- Finicredito Romania

Înființată în 1992
- Bucharest Bank Of Romania Romania

- Intesa Sanpaolo Bank Romania

Înființată în 1995.

## Bănci care au dat faliment după 1989
| Banca                                | Data retragerii licenței | Motivul                              | Data             |
| ------------------------------------ | ------------------------ | ------------------------------------ | ---------------- |
| Credit Bank                          | 18 aprilie 1997          | Faliment                             | 9 noiembrie 2000 |
| Banca Comercială Albina S.A          | 13 mai 1999              | Faliment                             | 25 mai 1999      |
| Bancorex                             | 31 iulie 1999            | Fuziune (cu Banca Comercială Română) | 30 iulie 1999    |
| Columna Bank                         | 22 iunie 2000            | Faliment                             | 18 martie 2003   |
| Bankcoop                             | 8 februarie 2000         | Faliment                             | 8 februarie 2000 |
| Banca Internațională a Religiilor SA | 10 iulie 2000            | Faliment                             | 10 iulie 2000    |
| Dacia Felix Bank / Eurombank         | 17 iulie 2001            | Faliment                             |                  |
| Banca Română de Scont SA             | 28 februarie 2002        | Faliment                             | 16 aprilie 2002  |
| Investment and Development Bank      | 29 martie 2002           | Dissolved                            | 11 martie 2002   |
| Turkish-Romanian Bank                | 30 aprilie 2002          | Faliment                             | 3 iulie 2002     |
| Nova Bank                            |                          | Faliment                             | 9 noiembrie 2006 |

## Activitățile instituțiilor de credit din sistemul bancar românesc
1. contractare de credite, incluzand printre altele: credite de consum, credite ipotecare, finanțarea tranzactiilor comerciale, operatiuni de factoring, scontare, forfetare
2. servicii de transfer monetar
3. emitere și administrare de mijloace de plată, cum ar fi: cărti de credit, cecuri de călătorie și altele asemenea, inclusiv emitere de monedă electronică
4. emitere de garantii și asumare de angajamente
5. tranzactionare in cont propriu sau in contul clientilor, in conditiile legii, cu: 
- instrumente ale pietei monetare, cum sunt: cecuri, cambii, bilete la ordin, certificate de depozit 
- valuta 
- contracte futures 
- instrumente avand la baza cursul de schimb si rata dobanzii 
- valori mobiliare si alte instrumente financiare
6. intermediere, in conditiile legii, in oferta de valori mobiliare si alte instrumente financiare, prin subscrierea si plasamentul acestora ori prin plasament si prestarea de servicii aferente
7. acordare de consultanta cu privire la structura capitalului, strategia de afaceri si alte aspecte legate de aceasta, consultanta si prestare de servicii cu privire la fuziuni si achizitii de societati comerciale
8. intermediere pe piata interbancara
9. administrare de portofolii ale clientilor si consultanta legata de aceasta
10. pastrare in custodie si administrare de valori mobiliare si alte instrumente financiare
11. prestare de servicii privind furnizarea de date si referinte in domeniul creditarii
12. inchiriere de casete de siguranță
13. depozitarea activelor fondurilor de investitii si societatilor de investitii
14. distribuirea de titluri de participare la fonduri de investitii si actiuni ale societatilor de investitii
15. depozitare a activelor financiare ale fondurilor de pensii
16. actionarea ca operator al arhivei electronice de garantii reale mobiliare
17. operatiuni cu metale si pietre pretioase si obiecte confectionate din acestea
18. servicii de procesare de date, administrare de baze de date ori alte asemenea servicii pentru terti
19. participarea la capitalul social al altor entitati
20. închirierea de bunuri mobile și imobile în condițiile legii